# Moataz al-Mousa
Moataz al-Mousa (arabisch معتز الموسى, DMG Muʿtazz al-Mūsā; * 6. August 1987 in Mekka) ist ein ehemaliger saudi-arabischer Fußballspieler.

## Karriere

### Verein
Er kam aus der Jugend von al-Ahli und stieg zur Saison 2006/07 aus der U23 in die erste Mannschaft auf. In den folgenden Jahren gewann er mit seinem Klub den Crown Prince Cup und den saudischen Pokal. Nach der Spielzeit 2014/15 war er vereinslos.
Mitte Januar 2016 schloss er sich dem Najran SC an, wo er für den Rest der Saison aktiv war. Zur Folgesaison ging er zu al-Wahda, wo er nach Saisonende seine Karriere beendete.

### Nationalmannschaft
Sein erstes Spiel für die saudi-arabische Nationalmannschaft war am 14. Oktober 2009, bei einem 1:0-Freundschaftsspielsieg über Tunesien. Er wurde in der 72. Minute für Taisir al-Jassam eingewechselt. Nach weiteren Freundschaftsspielen kam er beim Golfpokal 2010 in einem Spiel zum Einsatz. Ebenfalls ein Einsatz erfolgte bei der Asienmeisterschaft 2011. Seine letzten Partien im Trikot der Nationalmannschaft bestritt er beim Golfpokal 2013.

## Privates
Seine Brüder Ahmed, Rabi, Kamel, Redwan und Rayan sind ebenfalls Fußballspieler und trugen teilweise mehrfach das Trikot der Nationalmannschaft.